# 電子墨水公司
電子墨水公司（E Ink Corporation）是一家已被元太科技收購的私人持股公司，該公司的主要業務在於以其發明的電子墨水技術製造一種以電泳顯示（ElectroPhoretic Display；EPD）的电子纸。
E Ink公司位於美國马萨诸塞州的坎布里奇，由Joseph Jacobson於1997年成立，Joseph Jacobson原是麻省理工学院媒體實驗室的教授。該公司於2009年賣給元太科技。

## 外部連結
- E Ink公司的官方網站（页面存档备份，存于） （英文）